# خافيير غوميز
خافيير غوميز (بالإسبانية: Javier Gómez Pineda)‏ هو دراج كولومبي، ولد في 16 أكتوبر 1991 في سوغاموسو ‏ في كولومبيا.

## وصلات خارجية
- خافيير غوميز على موقع الاتحاد الدولي للدراجات (الإنجليزية)
- خافيير غوميز على موقع أرشيف الدراجات (الإنجليزية)
- خافيير غوميز على موقع إحصائيات الدراجات الإحترافية (الإنجليزية)
- خافيير غوميز على موقع نسبة الدراجات (الإنجليزية)